# Mecyna bandiamiralis
Mecyna bandiamiralis là một loài bướm đêm trong họ Crambidae.